# Kompleks Ofelii
Kompleks Ofelii – myśli i tendencje do popełnienia samobójstwa poprzez utonięcie, występujące u kobiet na tle zawodu uczuciowego. 
Nazwa kompleksu nawiązuje do imienia bohaterki dramatu Szekspira pt. Hamlet – Ofelii – która, odrzucona przez ukochanego, topi się w jeziorze.